# Survie (Orne)
Pour les articles homonymes, voir Survie.
Survie est une ancienne commune française, située dans le département de l'Orne en région Normandie, peuplée de 161 habitants, devenue le 1er janvier 2017 une commune déléguée au sein de la commune nouvelle de Gouffern en Auge.

## Géographie
La commune est entre pays d'Auge, pays d'Ouche et plaine d'Argentan. Son bourg est à 11 km au nord d'Exmes, à 11 km au sud de Vimoutiers, à 13 km au nord-ouest de Gacé et à 14 km à l'ouest de Trun.
Le point culminant (258 m) se situe au nord, près du lieu-dit la Bruyère-Fresnay. Le point le plus bas (137 m) correspond à la sortie de la Vie du territoire, au nord-est.
| Champosoult             | Fresnay-le-Samson, Aubry-le-Panthou | Aubry-le-Panthou                           |
| Mont-Ormel              | Survie                              | La Fresnaie-Fayel                          |
| Saint-Pierre-la-Rivière | Saint-Pierre-la-Rivière             | La Fresnaie-Fayel, Saint-Pierre-la-Rivière |

## Toponymie
Le toponyme Survie signifie apparemment « sur la Vie », la rivière,.
Le gentilé est Survivien.
Pour le nom de l'ancienne commune Belhôtel, il s'agit à l'origine d'un « bel autel », « beau sanctuaire », « belle église / chapelle », mentionné sous la forme feud[um] Belli Altaris en 1113.
Pour l'étymologie du nom de Ménil-Gonfroi (jadis Mesnil-Gonfray, ancienne commune de Sainte-Croix-du-Mesnil-Gonfroy), voir Gonfreville-l'Orcher.

## Histoire

### Fusions
En 1822, Survie (367 habitants en 1821) absorbe Belhôtel (277 habitants, à l'ouest de son territoire) et Sainte-Croix-du-Mesnil-Gonfroy (253 habitants, à l'est).

## Politique et administration
| Période                                  | Période       | Identité      | Étiquette | Qualité     |
| ---------------------------------------- | ------------- | ------------- | --------- | ----------- |
| Les données manquantes sont à compléter. |               |               |           |             |
| ca. 1956                                 |               | M. Lemesle    |           |             |
| mars 1983                                | mars 2014     | Michel Mauger | SE        | Agriculteur |
| mars 2014                                | décembre 2016 | Henri Barbot  | SE        | Agriculteur |

Le conseil municipal était composé de onze membres dont le maire et deux adjoints.

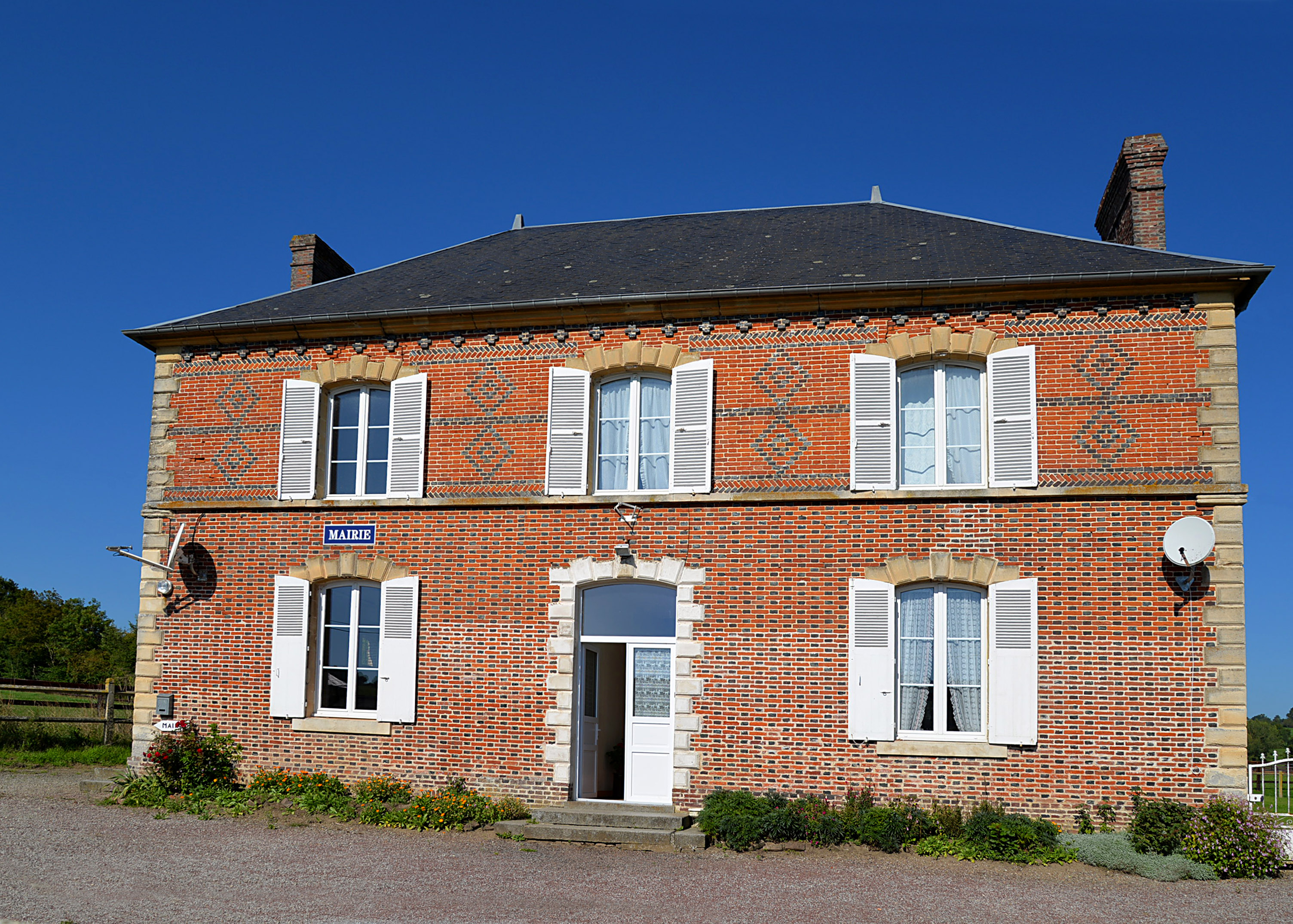
La mairie de Survie.

## Démographie
L'évolution du nombre d'habitants est connue à travers les recensements de la population effectués dans la commune depuis 1793. À partir du 1er janvier 2009, les populations légales des communes sont publiées annuellement dans le cadre d'un recensement qui repose désormais sur une collecte d'information annuelle, concernant successivement tous les territoires communaux au cours d'une période de cinq ans. 
Pour les communes de moins de 10 000 habitants, une enquête de recensement portant sur toute la population est réalisée tous les cinq ans, les populations légales des années intermédiaires étant quant à elles estimées par interpolation ou extrapolation. Pour la commune, le premier recensement exhaustif entrant dans le cadre du nouveau dispositif a été réalisé en 2006,.
En 2021, la commune comptait 161 habitants, en évolution de +1,26 % par rapport à 2015 (Orne : −1,53 %, France hors Mayotte : +2,49 %).
Survie a compté jusqu'à 780 habitants en 1836, mais les trois communes de Survie, Belhotel et Sainte-Croix-du-Mesnil-Gonfroy, fusionnées en 1822, totalisaient 897 habitants en 1821 (respectivement 367, 277 et 253).
| 1793 | 1800 | 1806 | 1821 | 1836 | 1841 | 1846 | 1851 | 1856 |
| ---- | ---- | ---- | ---- | ---- | ---- | ---- | ---- | ---- |
| 376  | 235  | 287  | 367  | 780  | 731  | 680  | 635  | 612  |

| 1861 | 1866 | 1872 | 1876 | 1881 | 1886 | 1891 | 1896 | 1901 |
| ---- | ---- | ---- | ---- | ---- | ---- | ---- | ---- | ---- |
| 547  | 559  | 522  | 538  | 454  | 407  | 409  | 381  | 350  |

| 1906 | 1911 | 1921 | 1926 | 1931 | 1936 | 1946 | 1954 | 1962 |
| ---- | ---- | ---- | ---- | ---- | ---- | ---- | ---- | ---- |
| 339  | 329  | 284  | 294  | 298  | 285  | 280  | 307  | 226  |

| 1968 | 1975 | 1982 | 1990 | 1999 | 2006 | 2011 | 2016 | 2020 |
| ---- | ---- | ---- | ---- | ---- | ---- | ---- | ---- | ---- |
| 212  | 201  | 161  | 121  | 156  | 153  | 149  | 165  | 162  |

| 1793 | 1800 | 1806 | 1821 |
| ---- | ---- | ---- | ---- |
| 262  | 245  | 268  | 277  |

| 1793 | 1800 | 1806 | 1821 |
| ---- | ---- | ---- | ---- |
| 233  | 255  | 259  | 253  |

## Lieux et monuments
- Église Saint-Martin (1761). Les églises Saint-Malo de Belhôtel et Sainte-Croix de Sainte-Croix-du-Mesnil-Gonfroy ont été détruites en 1830.
- Manoir du XVIIIe siècle.
- Vestiges d'une motte féodale, sur le bord de la Vie, près de l'église[16],[17].
- Musée de l'aviation.

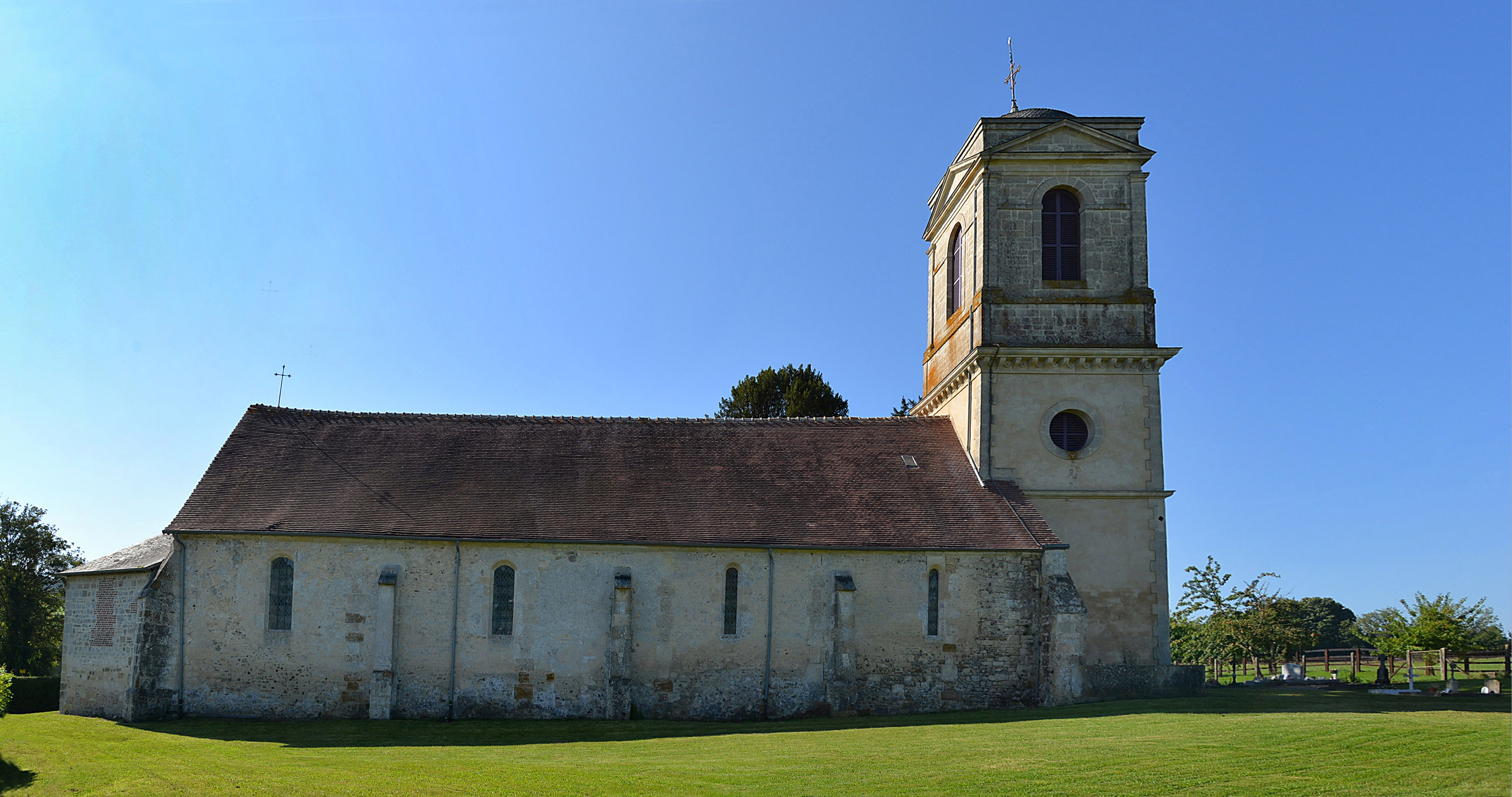
L'église Saint-Martin.
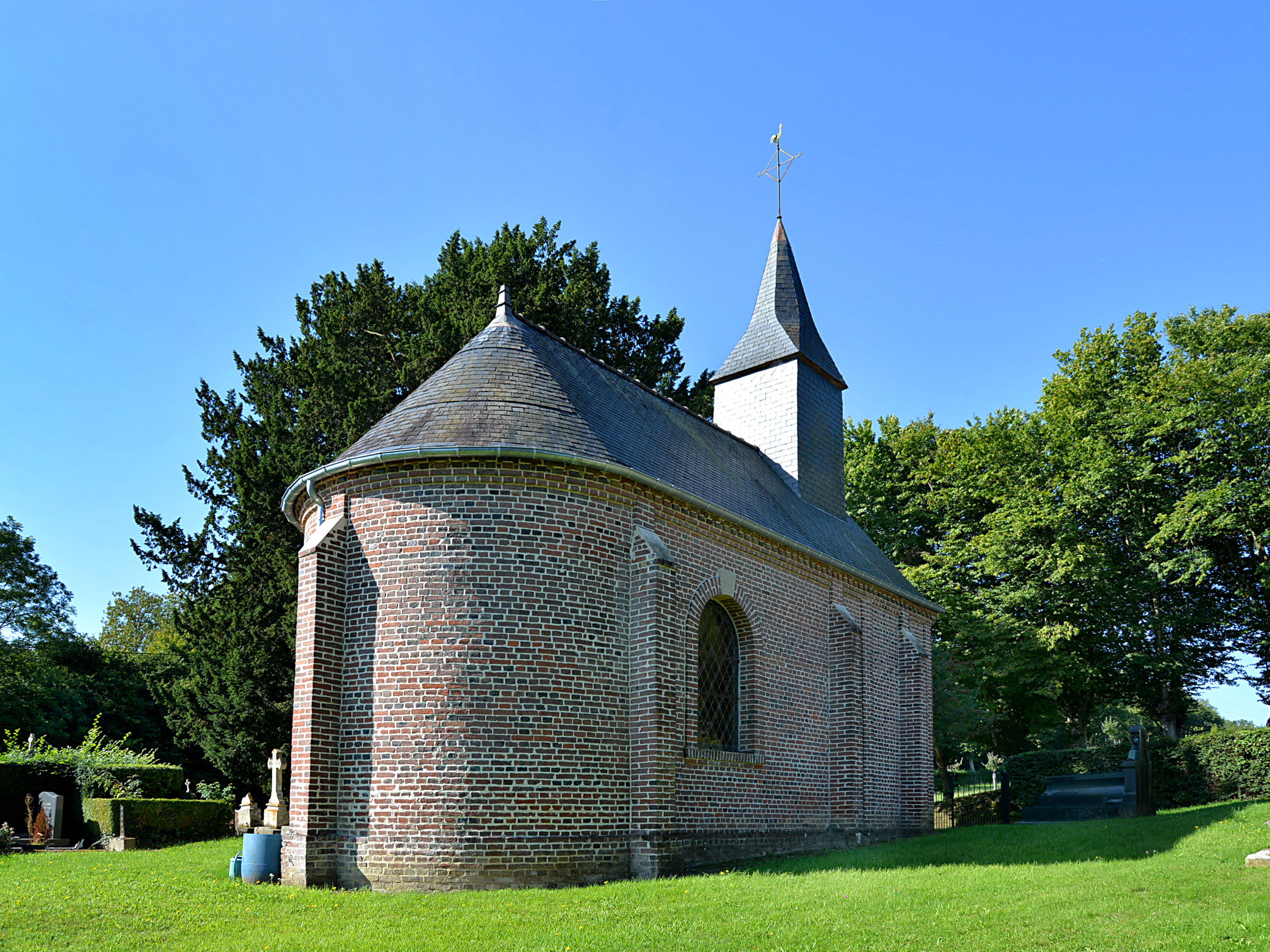
La chapelle Saint-Malo de Belhôtel.

## Personnalités liées à la commune
- Marie Louis Henri d'Escorches de Sainte-Croix (1749-1830), général, diplomate et préfet, né à Sainte-Croix-du-Mesnil-Gonfroy et mort à Survie.